# Coma Cose
Coma_Cose è un duo musicale italiano, formatosi a Milano nel 2016 e composto da Fausto Zanardelli, noto anche con lo pseudonimo di Edipo o Fausto Lama (Gavardo, 21 novembre 1978), e Francesca Mesiano, nota anche con lo pseudonimo di California (Pordenone, 1990), coppia anche nella vita.

## Storia
Zanardelli, che aveva temporaneamente abbandonato la carriera musicale, viene convinto a riprenderla da Mesiano, ex DJ, incontrata nel 2014 a Milano, ad un evento di lancio di un negozio di amici in comune.

### 2017-2019:Hype Aurae le prime apparizioni televisive

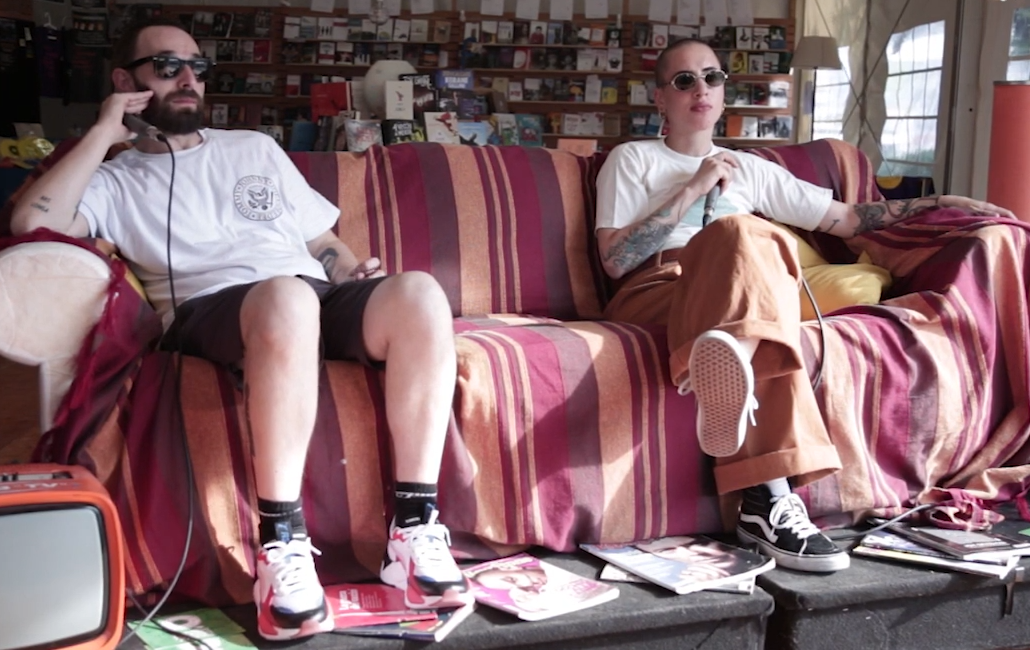
I Coma_Cose nel 2019

Nel 2017 il duo entra a far parte dell'etichetta discografica Asian Fake, con la quale pubblicano nello stesso anno l'EP Inverno ticinese. Il 15 marzo 2018 si esibiscono al talk show E poi c'è Cattelan condotto da Alessandro Cattelan. Nel 2018 vengono scelti, assieme a Giorgio Poi e ai Pop X, dal gruppo Phoenix per aprire i loro concerti a Parigi nel maggio 2018.
Nel 2019 i Coma_Cose pubblicano il loro primo album, Hype Aura, e partecipano al Concerto del Primo Maggio a Roma. Sempre nel 2019 cantano Aurora sogna nell'album Microchip temporale come ospiti, assieme a Mamakass, dei Subsonica. Nello stesso anno le canzoni Mancarsi e Post concerto vengono certificate disco d'oro dalla Federazione Industria Musicale Italiana. Il 30 novembre 2019 sono ospiti della trasmissione televisiva Una storia da cantare, programma condotto da Enrico Ruggeri e Bianca Guaccero in prima serata su Rai 1, dove cantano Io vorrei... non vorrei... ma se vuoi di Lucio Battisti. Il duo appare anche nella serie televisiva Involontaria di MTV nella quale cantano in versione acustica per i pazienti all'interno del Istituto nazionale tumori.

### 2020-2021: Il successo con il Festival di Sanremo eNostralgia
Nel 2020 collaborano al brano Riserva naturale dell'album Feat (stato di natura) di Francesca Michielin. Il duo compare nella serie televisiva Summertime prodotta da Netflix dove in una scena è presente un loro concerto.
Nel giugno dello stesso anno i Coma_Cose partecipano alla trasmissione televisiva Le Iene dove vengono intervistati nel format della intervista doppia tipico del programma. Sempre nel 2020, pubblicano l'EP Due contenente appunto solo due brani: Guerre fredde e La rabbia. Il 6 settembre 2020 partecipano, assieme ad artisti come Marracash e Achille Lauro, al concerto evento Heroes che è stato anche trasmesso in streaming dall'Arena di Verona per raccogliere fondi per sostenere i lavoratori del mondo dello spettacolo in difficoltà per le restrizioni dovute alla gestione della pandemia di COVID-19 in Italia.
Nel dicembre 2020 la Rai ha annunciato che il duo sarebbe stato tra i partecipanti al Festival di Sanremo 2021 nella sezione Campioni con il brano Fiamme negli occhi, con il quale si sono infine classificati alla ventesima posizione, ottenendo però un grande successo di critica e di pubblico. Il 16 aprile 2021 pubblicano Nostralgia, il loro secondo album in studio, dal quale viene estratto due settimane dopo il secondo singolo, La canzone dei lupi.

### 2023-presente:Un meraviglioso modo di salvarsieVita fusa

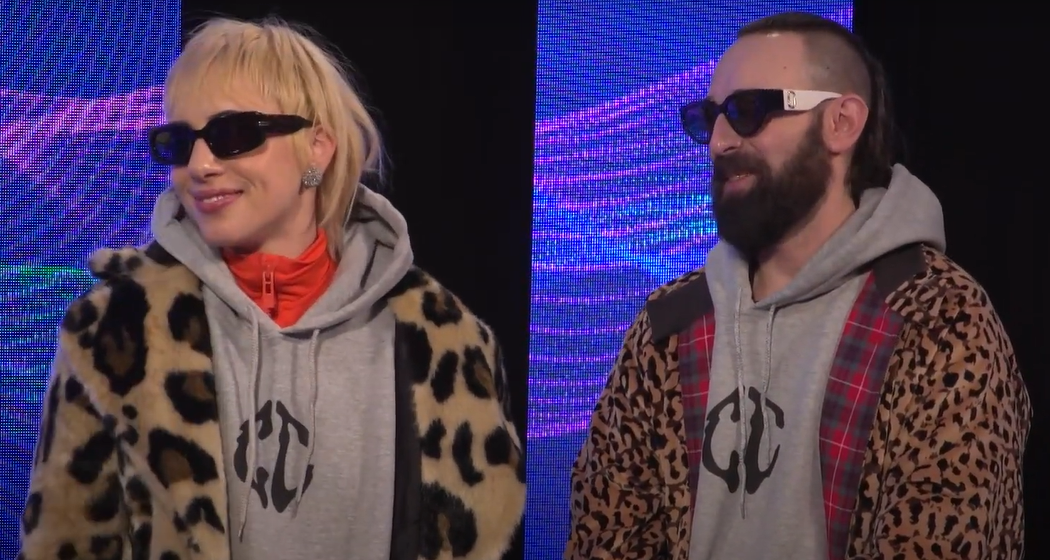
I Coma_Cose al Festival di Sanremo 2023

Dopo un anno di pausa pubblicano il singolo Chiamami, che anticipa l'album Un meraviglioso modo di salvarsi uscito il 4 novembre 2022. Il 4 dicembre 2022 viene annunciata la loro partecipazione in gara al Festival di Sanremo 2023. Si presentano col brano L'addio. Si classificano al 13º posto e ottengono sia il Premio "Sergio Bardotti" per il miglior testo sia Premio Lunezia per il valore musical-letterario.
Il 5 maggio 2023 pubblicano il singolo Agosto morsica. Il 26 aprile 2024 pubblicano il singolo Malavita  che riscuote molto successo durante l'estate. Il 25 ottobre 2024 pubblicano il singolo Posti vuoti. Il 18 dicembre 2024 viene annunciata la terza partecipazione al Festival di Sanremo 2025 con il brano Cuoricini, con la quale si classificano al 10º posto. Nella serata delle cover duettano con Johnson Righeira cantando L'estate sta finendo.

## Discografia
- 2019 – Hype Aura
- 2021 – Nostralgia
- 2022 – Un meraviglioso modo di salvarsi
- 2025 – Vita fusa

## Tournée
- 2017/2018 – Inverno tour
- 2018 – Estate tour
- 2019 – Hype Aura tour
- 2021 – Nostralgia tour
- 2023 – Un meraviglioso modo di incontrarsi (Club/Summer Tour)
- 2025 – Live25

## Riconoscimenti
- 2023 – Sanremo 2023, Premio "Sergio Bardotti" per il miglior testo con L'addio.
- 2023 – Premio Lunezia per il valore musical-letterario con L'addio.
- 2024 – Premio Lunezia Elite, per il valore musical-letterario del brano Malavita.